# سس ولوته
سس ولوته (به فرانسوی: Velouté sauce‎؛ تلفظ فرانسوی: [vəluˈte]) به همراه سس‌های گوجه‌فرنگی، هالندیز، بشامل و اسپانیول  یکی از اصلی‌ترین سس‌های آشپزی فرانسوی بوده و جزو پنج سس مادر ماری آنتوان کارم می‌باشد. ولوته در زبان فرانسوی به معنی مخملی است.
برای درست کردن ولوته، مقداری عصارۀ سبک (گوشتی که استخوان داشته و قبلاً بریان نشده) مانند گوشت مرغ یا ماهی، به وسیلۀ رووی بلوند غلیظ می‌شود. بنابراین مواد موجود در این سس، مقداری مساوی از کره و آرد برای تهیۀ روو، عصاره مرغ یا ماهی و نمک و فلفل به عنوان چاشنی خواهد بود.

## سس‌های مشتق
سس ولوته معمولاً با مرغ یا غذاهای دریایی سرو شده و پایۀ اصلی چندین سس دیگر می‌باشد. سس‌های مشتق شده از ولوته عبارتند از:
- ابوفرا: با اضافه کردن لعاب گوشت
- المانت: با اضافه کردن چند قطره آب لیموترش، زرده تخم‌مرغ و خامه
- بررسی: با اضافه کردن چند قطره آب لیموترش، موسیر و شراب سفید به ولوتۀ ماهی
- پولت: با اضافه کردن چند قطره آب لیموترش، قارچ و جعفری
- اورار: با اضافه کردن پورۀ گوجه فرنگی
- بلغاری: با اضافه کردن پیاز، پاپریکا و شراب سفید
- راویگوت: با اضافه کردن آب لیموترش، شراب سفید، پیاز، موسیر و خردل
- ون‌بلا: با اضافه کردن گوشت ماهی، کره، زرده تخم‌مرغ
- نورماندی: با اضافه کردن آب قارچ پخته شده، آب صدف یا عصاره ماهی و مخلوط زرده تخم‌مرغ و خامه به ولوته ماهی
- سوپریم: با اضافه کردن آب قارچ پخته شده و خامه به ولوته مرغ
- وینیشن: با اضافه کردن ترخون، موسیر و جعفری فرنگی